# Колоб (Тляратинский район)
Колоб (авар. Коло́б) — село в Тляратинском районе Дагестана. Административный центр сельского поселения сельсовет Колобский.

## География
Расположено в 16 км к юго-востоку от районного центра — села Тлярата, на реке Педжиасаб.

## Население
| 1869  | 1888 | 1895 | 1926 | 1939 | 1970 | 1989 |
| ----- | ---- | ---- | ---- | ---- | ---- | ---- |
| 199   | ↗337 | ↘322 | ↘119 | ↗140 | ↗316 | ↗644 |
| 2002  | 2010 | 2021 |      |      |      |      |
| ↗1012 | ↘366 | ↘194 |      |      |      |      |